# Hollywood Walk of Fame/Kategorie Musikaufnahmen
Hier finden sich die mit einem Stern der Kategorie Recording auf dem Hollywood Walk of Fame ausgezeichneten Künstler.

## A
| Name                | Adresse                                         |
| ------------------- | ----------------------------------------------- |
| Paula Abdul         | 7021 Hollywood Blvd.                            |
| Roy Acuff           | 1541 Vine Street                                |
| Bryan Adams         | 6752 Hollywood Blvd.                            |
| Lou Adler           | 6901 Hollywood Blvd.                            |
| Antonio Aguilar     | 7060 Hollywood Blvd.                            |
| Pepe Aguilar        | 7060 Hollywood Blvd.                            |
| Christina Aguilera  | 6901 Hollywood Blvd.                            |
| Alabama             | 7060 Hollywood Blvd.                            |
| Licia Albanese      | 6671 Hollywood Blvd.                            |
| Herb Alpert         | 6929 Hollywood Blvd.                            |
| Marc Anthony        | 6284 Hollywood Blvd.                            |
| America             | 6752 Hollywood Blvd.                            |
| Leroy Anderson      | 1620 Vine Street                                |
| Marian Anderson     | 6262 Hollywood Blvd.                            |
| The Andrews Sisters | 6834 Hollywood Blvd.                            |
| Paul Anka           | 6840 Hollywood Blvd.                            |
| Ray Anthony         | 1751 Vine Street                                |
| Tupac Amaru Shakur  | 6384 Hollywood Blvd. (+ 6520, 6644, 6667, 7000) |
| Louis Armstrong     | 7601 Hollywood Blvd.                            |
| Edward Arnold       | 6225 Hollywood Blvd.                            |
| Gene Austin         | 6332 Hollywood Blvd.                            |
| Gene Autry          | 6384 Hollywood Blvd.                            |

## B
| Name                       | Adresse              |
| -------------------------- | -------------------- |
| Babyface (Kenneth Edmonds) | 6270 Hollywood Blvd. |
| Backstreet Boys            | 7072 Hollywood Blvd. |
| Pearl Bailey               | 7080 Hollywood Blvd. |
| Anita Baker                | 7021 Hollywood Blvd. |
| Blue Barron                | 1724 Vine Street     |
| Count Basie                | 6508 Hollywood Blvd. |
| Les Baxter                 | 6314 Hollywood Blvd. |
| The Beach Boys             | 1500 Vine Street     |
| The Beatles                | 7080 Hollywood Blvd. |
| Bee Gees                   | 6845 Hollywood Blvd. |
| Harry Belafonte            | 6721 Hollywood Blvd. |
| Tex Beneke                 | 6200 Hollywood Blvd. |
| Tony Bennett               | 1560 Vine Street     |
| George Benson              | 7055 Hollywood Blvd. |
| Irving Berlin              | 7095 Hollywood Blvd. |
| Ernani Bernardi            | 7072 Hollywood Blvd. |
| Leonard Bernstein          | 6200 Hollywood Blvd. |
| Chuck Berry                | 1777 N. Vine Street  |
| E. Power Biggs             | 6522 Hollywood Blvd. |
| Clint Black                | 7080 Hollywood Blvd. |
| David Blacksmith           | 7080 Hollywood Blvd. |
| Andrea Bocelli             | 7000 Hollywood Blvd. |
| Michael Bolton             | 7018 Hollywood Blvd. |
| Pat Boone                  | 1631 Vine Street     |
| David Bowie                | 7021 Hollywood Blvd. |
| Jimmy Boyd                 | 7021 Hollywood Blvd. |
| Boyz II Men                | 7060 Hollywood Blvd. |
| Teresa Brewer              | 1708 Vine Street     |
| Elton Britt                | 6936 Hollywood Blvd. |
| Brooks & Dunn              | 7021 Hollywood Blvd. |
| Garth Brooks               | 1750 Vine Street     |
| James Brown                | 1501 Vine Street     |
| Les Brown                  | 6505 Hollywood Blvd. |
| Dave Brubeck               | 1716 Vine Street     |
| Sonny Burke                | 6920 Hollywood Blvd. |
| Jonas Brothers             | 7060 Hollywood Blvd. |

## C
| Name                                | Adresse              |
| ----------------------------------- | -------------------- |
| Sammy Cahn                          | 6540 Hollywood Blvd. |
| Maria Callas                        | 1680 Vine Street     |
| Glen Campbell                       | 6925 Hollywood Blvd. |
| Frankie Carle                       | 1751 Hollywood Blvd. |
| Carpenters                          | 6931 Hollywood Blvd. |
| Vikki Carr                          | 6385 Hollywood Blvd. |
| Diahann Carroll                     | 7005 Hollywood Blvd. |
| Benny Carter                        | 7080 Hollywood Blvd. |
| Enrico Caruso                       | 6625 Hollywood Blvd. |
| Robert Casadesus                    | 6251 Hollywood Blvd. |
| Johnny Cash                         | 6320 Hollywood Blvd. |
| Carmen Cavallaro                    | 6301 Hollywood Blvd. |
| Chaka Khan                          | 6623 Hollywood Blvd. |
| Ray Charles                         | 6777 Hollywood Blvd. |
| Chicago                             | 6438 Hollywood Blvd. |
| Roy Clark                           | 6840 Hollywood Blvd. |
| James Cleveland                     | 6742 Hollywood Blvd. |
| Patsy Cline                         | 6160 Hollywood Blvd. |
| Rosemary Clooney                    | 6325 Hollywood Blvd. |
| Nat King Cole                       | 6659 Hollywood Blvd. |
| Natalie Cole                        | 1750 Vine Street     |
| Phil Collins                        | 6834 Hollywood Blvd. |
| Sean Combs                          | 6801 Hollywood Blvd. |
| Sam Cooke                           | 7051 Hollywood Blvd. |
| Alice Cooper                        | 7000 Hollywood Blvd. |
| Don Cornell                         | 6138 Hollywood Blvd. |
| Richard Crooks                      | 1648 Vine Street     |
| Bing Crosby                         | 6751 Hollywood Blvd. |
| Crosby, Stills and Nash (and Young) | 6666 Hollywood Blvd. |
| Andraé Crouch                       | 6520 Hollywood Blvd. |
| Celia Cruz                          | 6240 Hollywood Blvd. |
| Xavier Cugat                        | 1601 Vine Street     |
| Mike Curb                           | 1750 N. Vine Street  |

## D
| Name             | Adresse                  |
| ---------------- | ------------------------ |
| Vic Damone       | 1731 Vine Street         |
| Billy Daniels    | 6819 Hollywood Blvd.     |
| Bobby Darin      | 1735 Vine Street         |
| Hal David        | 6752 Hollywood Blvd.     |
| Clive Davis      | 1501 Vine Street         |
| Mac Davis        | 7080 Hollywood Blvd.     |
| Miles Davis      | 7060 Hollywood Blvd.     |
| Sammy Davis, Jr. | 6254 Hollywood Blvd.     |
| Doris Day        | 6278 Hollywood Blvd.     |
| Destiny’s Child  | 6801 Hollywood Blvd.     |
| John Denver      | 7065 Hollywood Boulevard |
| Buddy DeSylva    | 1750 N. Vine Street      |
| Neil Diamond     | 1750 N. Vine Street      |
| Céline Dion      | 6801 Hollywood Blvd.     |
| Fats Domino      | 6616 Hollywood Blvd.     |
| The Doors        | 6901 Hollywood Blvd.     |
| Jimmy Dorsey     | 6505 Hollywood Blvd.     |
| Tommy Dorsey     | 6675 Hollywood Blvd.     |
| Dr. Dre          | 6840 Hollywood Blvd.     |
| Duran Duran      | 1770 Vine Street         |

1. ↑  John Denver to be Postumously Honored with Star on Hollywood Walk of Fame. johndenver.com, 16. Oktober 2014

## E
| Name                 | Adresse              |
| -------------------- | -------------------- |
| Earth, Wind and Fire | 7080 Hollywood Blvd. |
| Billy Eckstine       | 6638 Hollywood Blvd. |
| Thomas Alva Edison   | 6700 Hollywood Blvd. |
| Nelson Eddy          | 1639 Vine Street     |
| Duke Ellington       | 6535 Hollywood Blvd. |
| Mischa Elman         | 1560 Vine Street     |
| Engelbert            | 7000 Hollywood Blvd. |
| Emilio Estefan, Jr.  | 7021 Hollywood Blvd. |
| Gloria Estefan       | 7021 Hollywood Blvd. |
| Melissa Etheridge    | 6901 Hollywood Blvd. |
| The Everly Brothers  | 7000 Hollywood Blvd. |

## F
| Name                 | Adresse                |
| -------------------- | ---------------------- |
| Fabian               | 7065 Hollywood Blvd.   |
| Percy Faith          | 1501 Vine Street       |
| Geraldine Farrar     | 1709 Vine Street       |
| José Feliciano       | 6541 Hollywood Blvd.   |
| Freddy Fender        | 7060 Hollywood Blvd.   |
| Vicente Fernández    | 6160 Hollywood Blvd.   |
| Alejandro Fernández  | 6160 Hollywood Blvd.   |
| Arthur Fiedler       | 1626 Vine Street       |
| The Fifth Dimension  | 7000 Hollywood Blvd.   |
| Eddie Fisher         | 6241 Hollywood Blvd.   |
| Ella Fitzgerald      | 6738 Hollywood Blvd.   |
| Kirsten Flagstad     | 6777 Hollywood Blvd.   |
| Fleetwood Mac        | 6608 Hollywood Blvd.   |
| John Fogerty         | 7000 Hollywood Blvd.   |
| Red Foley            | 6225 Hollywood Blvd.   |
| Tennessee Ernie Ford | 6922 Hollywood Blvd.   |
| David Foster         | 1750 North Vine Street |
| Four Tops            | 7060 Hollywood Blvd.   |
| Peter Frampton       | 6819 Hollywood Blvd.   |
| Zino Francescatti    | 6704 Hollywood Blvd.   |
| Aretha Franklin      | 6920 Hollywood Blvd.   |
| Stan Freberg         | 6145 Hollywood Blvd.   |
| Lefty Frizzell       | 6927 Hollywood Blvd.   |
| Jane Froman          | 6145 Hollywood Blvd.   |
| The Funk Brothers    | 7065 Hollywood Blvd.   |

## G
| Name                             | Adresse              |
| -------------------------------- | -------------------- |
| Kenny G                          | 7021 Hollywood Blvd  |
| Juan Gabriel                     | 7060 Hollywood Blvd. |
| Amelita Galli-Curci              | 6821 Hollywood Blvd. |
| Erroll Garner                    | 6363 Hollywood Blvd. |
| Lucho Gatica                     | 7021 Hollywood Blvd. |
| Marvin Gaye                      | 1500 Vine Street     |
| Crystal Gayle                    | 1515 Vine Street     |
| George Gershwin und Ira Gershwin | 7083 Hollywood Blvd. |
| Georgia Gibbs                    | 6404 Hollywood Blvd. |
| Beniamino Gigli                  | 6901 Hollywood Blvd. |
| Vince Gill                       | 6901 Hollywood Blvd. |
| Dizzy Gillespie                  | 7057 Hollywood Blvd. |
| Mickey Gilley                    | 6930 Hollywood Blvd. |
| Jackie Gleason                   | 6231 Hollywood Blvd. |
| Arthur Godfrey                   | 6616 Hollywood Blvd. |
| The Go-Go’s                      | 6652 Hollywood Blvd. |
| Ernest Gold                      | 6434 Hollywood Blvd. |
| Al Goodman                       | 6300 Hollywood Blvd. |
| Benny Goodman                    | 6101 Hollywood Blvd. |
| Berry Gordy                      | 7000 Hollywood Blvd. |
| Eydie Gormé und Steve Lawrence   | 1541 Vine Street     |
| Morton Gould                     | 6533 Hollywood Blvd. |
| Robert Goulet                    | 6368 Hollywood Blvd. |
| Amy Grant                        | 6901 Hollywood Blvd. |
| Glen Gray                        | 1709 Vine Street     |
| Green Day                        | 6212 Hollywood Blvd. |

## H
| Name              | Adresse              |
| ----------------- | -------------------- |
| Bill Haley        | 6350 Hollywood Blvd. |
| Lionel Hampton    | 7000 Hollywood Blvd. |
| Herbie Hancock    | 7057 Hollywood Blvd. |
| Sammy Hagar       | 6212 Hollywood Blvd. |
| Phil Harris       | 6508 Hollywood Blvd  |
| George Harrison   | 1750 Vine Street     |
| Richard Hayman    | 1765 Vine Street     |
| Dick Haymes       | 1724 Vine Street     |
| Jascha Heifetz    | 6777 Hollywood Blvd. |
| Jimi Hendrix      | 6627 Hollywood Blvd. |
| Woody Herman      | 6805 Hollywood Blvd. |
| Eddie Heywood     | 1709 Vine Street     |
| Al Hibbler        | 1650 Vine Street     |
| Billie Holiday    | 1540 N. Vine Street  |
| Buddy Holly       | 1750 N. Vine Street  |
| John Lee Hooker   | 7083 Hollywood Blvd  |
| Linda Hopkins     | 6233 Hollywood Blvd. |
| Lena Horne        | 6250 Hollywood Blvd. |
| Vladimir Horowitz | 1680 Vine Street     |
| Eddy Howard       | 6724 Hollywood Blvd. |
| Jennifer Hudson   | 6262 Hollywood Blvd. |
| Pee Wee Hunt      | 6838 Hollywood Blvd. |
| Tab Hunter        | 6320 Hollywood Blvd. |
| Ferlin Husky      | 6675 Hollywood Blvd. |

## I
| Name           | Adresse              |
| -------------- | -------------------- |
| Billy Idol     | 6201 Hollywood Blvd. |
| Julio Iglesias | 7000 Hollywood Blvd. |
| Pedro Infante  | 7083 Hollywood Blvd. |
| José Iturbi    | 6834 Hollywood Blvd. |

## J
| Name                       | Adresse              |
| -------------------------- | -------------------- |
| Alan Jackson               | 6901 Hollywood Blvd. |
| Janet Jackson              | 1500 Vine Street     |
| Mahalia Jackson            | 6840 Hollywood Blvd. |
| Michael Jackson            | 6927 Hollywood Blvd. |
| O’Shea Jackson             | 6752 Hollywood Blvd. |
| The Jackson Five           | 1500 Vine Street     |
| Jimmy Jam and Terry Lewis  | 6363 Hollywood Blvd. |
| Etta James                 | 7080 Hollywood Blvd. |
| Harry James                | 6683 Hollywood Blvd. |
| Joni James und Sonny James | 6630 Hollywood Blvd. |
| Jane’s Addiction           | 6436 Hollywood Blvd. |
| Al Jarreau                 | 7083 Hollywood Blvd. |
| Gordon Jenkins             | 6626 Hollywood Blvd. |
| Billy Joel                 | 6233 Hollywood Blvd. |
| Elton John                 | 6915 Hollywood Blvd. |
| Al Jolson                  | 1716 Vine Street     |
| Allan Jones                | 6100 Hollywood Blvd. |
| Jack Jones                 | 6104 Hollywood Blvd. |
| Quincy Jones               | 1500 Vine Street     |
| Spike Jones                | 1500 Vine Street     |
| Tom Jones                  | 6608 Hollywood Blvd. |
| Janis Joplin               | 6752 Hollywood Blvd. |
| José José                  | 7036 Hollywood Blvd. |
| Louis Jourdan              | 6153 Hollywood Blvd. |
| Journey                    | 6750 Hollywood Blvd. |

## K
| Name                     | Adresse              |
| ------------------------ | -------------------- |
| Kitty Kallen             | 7021 Hollywood Blvd. |
| Danny Kaye               | 6125 Hollywood Blvd. |
| Sammy Kaye               | 6767 Hollywood Blvd. |
| KC and the Sunshine Band | 7080 Hollywood Blvd. |
| Stan Kenton              | 6340 Hollywood Blvd. |
| B. B. King               | 6771 Hollywood Blvd. |
| Carole King              | 6906 Hollywood Blvd. |
| Pee Wee King             | 1715 Vine Street     |
| Dorothy Kirsten          | 6331 Hollywood Blvd. |
| Kiss                     | 7080 Hollywood Blvd. |
| Eartha Kitt              | 6656 Hollywood Blvd. |
| Evelyn Knight            | 6136 Hollywood Blvd. |
| Gladys Knight            | 7083 Hollywood Blvd. |
| André Kostelanetz        | 6542 Hollywood Blvd. |
| Dave Koz                 | 1750 N. Vine Street  |
| Lenny Kravitz            | 1750 N. Vine Street  |
| Fritz Kreisler           | 6655 Hollywood Blvd. |
| Kay Kyser                | 1708 Vine Street     |

## L
| Name                           | Adresse              |
| ------------------------------ | -------------------- |
| Patti LaBelle                  | 7000 Hollywood Blvd. |
| Frankie Laine                  | 6385 Hollywood Blvd. |
| Mario Lanza                    | 1751 Vine Street     |
| Steve Lawrence und Eydie Gormé | siehe Eydie Gormé    |
| Peggy Lee                      | 6319 Hollywood Blvd. |
| Lotte Lehmann                  | 1735 Hollywood Blvd. |
| Leiber/Stoller                 | 7083 Hollywood Blvd. |
| John Lennon                    | 1750 Vine Street     |
| Oscar Levant                   | 6728 Hollywood Blvd. |
| Jerry Lee Lewis                | 6631 Hollywood Blvd. |
| Liberace                       | 6527 Hollywood Blvd. |
| Little Richard                 | 6840 Hollywood Blvd. |
| Livingston & Evans             | 7083 Hollywood Blvd. |
| Kenny Loggins                  | 7021 Hollywood Blvd. |
| Guy Lombardo                   | 6666 Hollywood Blvd. |
| Julie London                   | 7000 Hollywood Blvd. |
| Israel „Cachao“ López          | 6554 Hollywood Blvd. |
| Jennifer Lopez                 | 6262 Hollywood Blvd. |
| Jim Lowe                       | 6333 Hollywood Blvd. |
| Norman Luboff                  | 1620 Vine Street     |
| Art Lund                       | 6126 Hollywood Blvd. |
| Frank Luther                   | 1708 Vine Street     |
| Frankie Lymon                  | 7083 Hollywood Blvd. |
| Loretta Lynn                   | 1515 Vine Street     |

## M
| Name               | Adresse              |
| ------------------ | -------------------- |
| Jeanette MacDonald | 1628 Vine Street     |
| Johnny Maddox      | 6401 Hollywood Blvd. |
| Henry Mancini      | 6821 Hollywood Blvd. |
| Barry Manilow      | 6233 Hollywood Blvd. |
| Mantovani          | 1708 Vine Street     |
| Bob Marley         | 7080 Hollywood Blvd. |
| Dean Martin        | 1617 Vine Street     |
| Freddy Martin      | 6532 Hollywood Blvd. |
| Mary Martin        | 1560 Vine Street     |
| Tony Martin        | 6331 Hollywood Blvd. |
| Johnny Mathis      | 1501 Vine Street     |
| Paul McCartney     | 1750 Vine Street     |
| Clyde McCoy        | 6426 Hollywood Blvd. |
| Reba McEntire      | 7018 Hollywood Blvd. |
| Tim McGraw         | 6901 Hollywood Blvd. |
| Don McLean         | 6300 Hollywood Blvd. |
| Rod McKuen         | 1501 Vine Street     |
| Zubin Mehta        | 1600 Vine Street     |
| George Melachrino  | 1625 Vine Street     |
| Lauritz Melchior   | 1718 Vine Street     |
| James Melton       | 6564 Hollywood Blvd. |
| Rafael Méndez      | 6767 Hollywood Blvd. |
| Yehudi Menuhin     | 6710 Hollywood Blvd. |
| Ethel Merman       | 1751 Vine Street     |
| Robert Merrill     | 6763 Hollywood Blvd. |
| Bette Midler       | 6922 Hollywood Blvd. |
| Luis Miguel        | 7060 Hollywood Blvd. |
| Glenn Miller       | 6915 Hollywood Blvd. |
| Mitch Miller       | 7013 Hollywood Blvd. |
| The Mills Brothers | 7000 Hollywood Blvd. |
| Nathan Milstein    | 6379 Hollywood Blvd. |
| The Miracles       | 7060 Hollywood Blvd. |
| Guy Mitchell       | 7000 Hollywood Blvd. |
| Thelonious Monk    | 7055 Hollywood Blvd. |
| The Monkees        | 6675 Hollywood Blvd. |
| Vaughn Monroe      | 1600 Vine Street     |
| Pierre Monteux     | 1725 Vine Street     |
| The Moody Blues    | 7055 Hollywood Blvd. |
| Art Mooney         | 6150 Hollywood Blvd. |
| Jane Morgan        | 6914 Hollywood Blvd. |
| Russ Morgan        | 1751 Vine Street     |
| Doug Morris        | 6259 Hollywood Blvd. |
| Ella Mae Morse     | 1724 Vine Street     |
| Mötley Crüe        | 6752 Hollywood Blvd. |
| Anne Murray        | 1750 Vine Street     |

## N
| Name               | Adresse              |
| ------------------ | -------------------- |
| Ricky Nelson       | 1515 Vine Street     |
| Alfred Newman      | 1708 Vine Street     |
| Wayne Newton       | 6909 Hollywood Blvd. |
| Olivia Newton-John | 6925 Hollywood Blvd. |

## O
| Name           | Adresse                |
| -------------- | ---------------------- |
| Tony Orlando   | 6385 Hollywood Blvd.   |
| Roy Orbison    | 1750 North Vine Street |
| Eugene Ormandy | 6926 Hollywood Blvd.   |
| Ozzy Osbourne  | 6780 Hollywood Blvd.   |
| The Osmonds    | 7080 Hollywood Blvd.   |
| Buck Owens     | 6667 Hollywood Blvd.   |

## P
| Name                          | Adresse              |
| ----------------------------- | -------------------- |
| P!nk                          | 6801 Hollywood Blvd. |
| Ignacy Jan Paderewski         | 6284 Hollywood Blvd. |
| Patti Page                    | 6760 Hollywood Blvd. |
| Dolly Parton                  | 6712 Hollywood Blvd  |
| Billy Paul                    | 6931 Hollywood Blvd. |
| Les Paul und Mary Ford        | 1541 Vine Street     |
| Jan Peerce                    | 1751 Vine Street     |
| Tom Petty & the Heartbreakers | 7018 Hollywood Blvd. |
| Webb Pierce                   | 1600 Vine Street     |
| Ezio Pinza                    | 1601 Vine Street     |
| The Pointer Sisters           | 6363 Hollywood Blvd. |
| Lily Pons                     | 7006 Hollywood Blvd. |
| Cole Porter                   | 7080 Hollywood Blvd. |
| Pérez Prado                   | 1529 Vine Street     |
| Elvis Presley                 | 6777 Hollywood Blvd. |
| Charley Pride                 | 7083 Hollywood Blvd. |
| Louis Prima                   | 1617 Vine Street     |
| William Primrose              | 6801 Hollywood Blvd. |
| Tito Puente                   | 6933 Hollywood Blvd. |

## Q
| Name                     | Adresse              |
| ------------------------ | -------------------- |
| Queen                    | 6356 Hollywood Blvd. |
| Selena Quintanilla-Pérez | 1750 N. Vine Street  |

## R
| Name              | Adresse              |
| ----------------- | -------------------- |
| Bonnie Raitt      | 1750 N. Vine Street  |
| The Rascal Flatts | 6664 Hollywood Blvd. |
| Lou Rawls         | 6931 Hollywood Blvd. |
| Johnnie Ray       | 6201 Hollywood Blvd. |
| Helen Reddy       | 1750 Vine Street     |
| Henri René        | 1610 Vine Street     |
| Lionel Richie     | 7018 Hollywood Blvd. |
| Nelson Riddle     | 6724 Hollywood Blvd. |
| Tex Ritter        | 6631 Hollywood Blvd. |
| Marty Robbins     | 6666 Hollywood Blvd. |
| Smokey Robinson   | 1500 N. Vine Street  |
| Kenny Rogers      | 6666 Hollywood Blvd. |
| David Rose        | 6514 Hollywood Blvd. |
| Diana Ross        | 6712 Hollywood Blvd. |
| Arthur Rubinstein | 1737 Vine Street     |
| Darius Rucker     | 7065 Hollywood Blvd. |
| Rush              | 6752 Hollywood Blvd. |

## S
| Name                               | Adresse              |
| ---------------------------------- | -------------------- |
| Carole Bayer Sager                 | 7021 Hollywood Blvd. |
| Tommy Sands                        | 1560 Vine Street     |
| Carlos Santana                     | 7080 Hollywood Blvd. |
| Fjodor Iwanowitsch Schaljapin      | 6770 Hollywood Blvd. |
| Lalo Schifrin                      | 7000 Hollywood Blvd. |
| Ernestine Schumann-Heink           | 6640 Hollywood Blvd. |
| Earl Scruggs                       | 7021 Hollywood Blvd. |
| Neil Sedaka                        | Sunset & Vine        |
| Bob Seger & The Silver Bullet Band | 1750 Vine Street     |
| Rudolf Serkin                      | 1751 Vine Street     |
| Shakira                            | 6270 Hollywood Blvd. |
| Artie Shaw                         | 1709 Vine Street     |
| Robert Shaw                        | 1559 Vine Street     |
| George Shearing                    | 1716 Vine Street     |
| Dinah Shore                        | 6901 Hollywood Blvd. |
| Beverly Sills                      | 1750 Vine Street     |
| Frank Sinatra                      | 1637 Vine Street     |
| Nancy Sinatra                      | 7000 Hollywood Blvd. |
| Slash                              | 6901 Hollywood Blvd. |
| Carl Smith                         | 1517 Vine Street     |
| Kate Smith                         | 6157 Hollywood Blvd. |
| Keely Smith                        | 7080 Hollywood Blvd. |
| Marco Antonio Solís                | 6931 Hollywood Blvd. |
| The Sons of the Pioneers           | 6845 Hollywood Blvd. |
| John Philip Sousa                  | 1500 Vine Street     |
| Britney Spears                     | 6801 Hollywood Blvd. |
| The Spinners                       | 6723 Hollywood Blvd. |
| Jo Stafford                        | 1625 Vine Street     |
| Kay Starr                          | 1716 Vine Street     |
| Ringo Starr                        | 1750 Vine Street     |
| Eleanor Steber                     | 1708 Vine Street     |
| William Steinberg                  | 1645 Vine Street     |
| Isaac Stern                        | 6540 Hollywood Blvd. |
| Tupac Shakur                       | 6212 Hollywood Blvd. |
| The Steve Miller Band              | 1750 Vine Street     |
| Rod Stewart                        | 6801 Hollywood Blvd. |
| Sting                              | 6834 Hollywood Blvd. |
| Frederick Stock                    | 1547 Vine Street     |
| Leopold Stokowski                  | 1600 Vine Street     |
| Morris Stoloff                     | 6702 Hollywood Blvd. |
| Gale Storm                         | 1519 Vine Street     |
| Yma Súmac                          | 6445 Hollywood Blvd. |
| Donna Summer                       | 7000 Hollywood Blvd. |
| The Supremes                       | 7060 Hollywood Blvd. |
| Gladys Swarthout                   | 6290 Hollywood Blvd. |
| Joseph Szigeti                     | 6600 Hollywood Blvd. |
| Blake Shelton                      | 6212 Hollywood Blvd. |
| Gwen Stefani                       | 6212 Hollywood Blvd. |

## T
| Name               | Adresse              |
| ------------------ | -------------------- |
| Renata Tebaldi     | 6628 Hollywood Blvd. |
| The Temptations    | 7060 Hollywood Blvd. |
| Thalía             | 6262 Hollywood Blvd. |
| Blanche Thebom     | 1651 Vine Street     |
| John Carlos Thomas | 6933 Hollywood Blvd. |
| Lawrence Tibbett   | 6325 Hollywood Blvd. |
| Mel Tormé          | 1541 Vine Street     |
| Arturo Toscanini   | 6725 Hollywood Blvd. |
| Helen Traubel      | 6422 Hollywood Blvd. |
| Randy Travis       | 7021 Hollywood Blvd. |
| Ernest Tubb        | 1751 Vine Street     |
| Tina Turner        | 1750 N. Vine Street  |
| Shania Twain       | 6270 Hollywood Blvd. |
| Ice-T              | 7065 Hollywood Blvd. |

## U
| Name  | Adresse              |
| ----- | -------------------- |
| Usher | 6201 Hollywood Blvd. |

## V
| Name           | Adresse              |
| -------------- | -------------------- |
| Ritchie Valens | 6733 Hollywood Blvd. |
| Sarah Vaughan  | 1724 Vine Street     |
| Billy Vera     | 1770 Vine Street     |
| Village People | 6529 Hollywood Blvd. |
| Gene Vincent   | 1749 N.Vine St.      |
| Bobby Vinton   | 6916 Hollywood Blvd. |

## W
| Name                 | Adresse              |
| -------------------- | -------------------- |
| Jimmie Wakely        | 1680 Vine Street     |
| Bruno Walter         | 6902 Hollywood Blvd. |
| Fred Waring          | 6300 Hollywood Blvd. |
| Diane Warren         | 7021 Hollywood Blvd. |
| Dionne Warwick       | 6922 Hollywood Blvd. |
| Ted Weems            | 1680 Vine Street     |
| Lawrence Welk        | 6613 Hollywood Blvd  |
| Paul Weston          | 1535 Vine Street     |
| Barry White          | 6914 Hollywood Blvd. |
| Paul Whiteman        | 1601 Vine Street     |
| Margaret Whiting     | 6623 Hollywood Blvd. |
| Slim Whitman         | 1709 Vine Street     |
| Andy Williams        | 6667 Hollywood Blvd. |
| Hank Williams        | 6400 Hollywood Blvd. |
| Joe Williams         | 6508 Hollywood Blvd. |
| Roger Williams       | 1533 Vine Street     |
| Vanessa Williams     | 7000 Hollywood Blvd. |
| Ann und Nancy Wilson | 6752 Hollywood Blvd. |
| Nancy Wilson         | 6541 Hollywood Blvd. |
| BeBe und CeCe Winans | 6126 Hollywood Blvd. |
| Hugo Winterhalter    | 1600 Vine Street     |
| Stevie Wonder        | 7050 Hollywood Blvd. |

## Y
| Name          | Adresse              |
| ------------- | -------------------- |
| Dwight Yoakam | 7021 Hollywood Blvd. |
| Victor Young  | 6363 Hollywood Blvd. |

## Z
| Name        | Adresse              |
| ----------- | -------------------- |
| Hans Zimmer | 6908 Hollywood Blvd. |